# Азиково (Владимирская область)
Азиково — деревня в Собинском районе Владимирской области, входит в состав Толпуховского сельского поселения.

## География
Деревня расположена в 7 км на северо-восток от центра поселения деревни Толпухово и в 19 км на северо-запад от Владимира.

## История
В конце XIX — начале XX века деревня входила в состав Петроковской волости Владимирского уезда, с 1924 года — в составе Ставровской волости. В 1859 году в деревне числилось 15 дворов, в 1905 году — 30 дворов, в 1926 году — 36 хозяйств.
С 1929 года деревня входила в состав Чуриловского сельсовета Ставровского района, с 1932 года — в составе Волсовского сельсовета Собинского района, с 1945 года — в составе Ставровского района, с 1965 года — в составе Собинского района, с 1976 года — в составе Толпуховского сельсовета, с 2005 года — Толпуховского сельского поселения.

## Население
| 1859 | 1905 | 1926 | 2002 | 2010 | 2021 |
| ---- | ---- | ---- | ---- | ---- | ---- |
| 111  | ↗160 | ↘153 | ↘32  | ↘29  | →29  |